# غلف ستريم الفضائية
غلف ستريم الفضائية (بالإنجليزية: Gulfstream Aerospace)‏ هي شركة فرعية مملوكة بالكامل لشركة جنرال دايناميكس. تأسست في عام 1958. يقع مقرها في سافاناه، جورجيا. هي تابعة لجنرال ديناميكس.
غلف ستريم تصمم وتطوير وتصنيع وتسوق، الطائرات النفاثة المخصص لخدمة رجال الأعمال. وقد أنتجت غلف ستريم أكثر من 2,000 طائرة منذ عام 1958. و يتكون أسطول غلف ستريم من نماذج الطائرات التالية: جي150، جي280 ، جي350 ، جي450 ، جي500 ، جي 550 ، جي650.

## وصلات خارجية
- الموقع الإلكتروني